# Flugplatz Chaumont-Semoutiers

i7
i11
i13
Die Aérodrome de Chaumont-Semoutiers ist ein kleiner Flugplatz im Nordosten Frankreichs. Der frühere Militärflugplatz der United States Air Force liegt in der Region Grand Est im Département Haute-Marne etwa fünf Kilometer südwestlich des Zentrums von Chaumont. Der Kasernenbereich dient heute als Quartier General d’Aboville dem Französischen Heer, und ein Teil des flugtechnischen Bereichs der ehemaligen Air Base wird heute von zwei Luftsportvereinen genutzt.

## Geschichte

### Base aérienne de Chaumont-Semoutiers/Chaumont-Semoutiers Air Base
Die französische Armée de l’air nutzte einen Teil des Areals in der Nähe Chaumonts bereits ab 1937. Später, während des Westfeldzugs der deutschen Wehrmacht, lag hier eine Bombergruppe, die Groupe de Bombardement II/38, die mit Amiot 143 und Bloch MB.200 ausgerüstet war.
Nach dem Waffenstillstand nutzte die deutsche Luftwaffe den Flugplatz zu Schulungszwecken von Dezember 1942 bis August 1944, hier lag die I. Abteilung des Luftnachrichten-Ausbildungs-Regiments 302. Der Flugplatz wurde im Spätsommer 1944 von der US-Armee befreit. Von den Alliierten wurde er in den verbliebenen Kriegsmonaten jedoch nicht mehr genutzt, und auch nach Kriegsende hatte das Militär zunächst keine weitere Verwendung für den Flugplatz Chaumont.
Nach Beginn des Kalten Kriegs wurde das Areal jedoch dazu bestimmt, zu einem jettauglichen NATO-Flugplatz ausgebaut zu werden, um hier US-amerikanische Kampfflugzeuge zu stationieren. Hierzu wurde das ursprüngliche Gelände vergrößert, und der Bau der neuen Chaumont-Semoutiers Air Base begann Anfang 1951.
Die vollständige Fertigstellung erfolgte zwar erst 1956, das erste Jagdbomber-Geschwader, das 137th Fighter Bomber Wing (137th FBW), war hier aber bereits seit Mai 1952 stationiert, es war damals das erste FBW überhaupt, das nach Europa in den Bereich der United States Air Forces in Europe (USAFE) verlegt worden war. Die F-84G der drei fliegenden Staffeln operierten allerdings bis zur Fertigstellung der ursprünglich 3017 Meter langen Start- und Landebahn Ende Juni noch von Neubiberg und Ramstein aus. Im Juli des Jahres wurde das Geschwader in 48th Fighter Bomber Wing umbenannt. Im November 1953 rüstete das 48th FBW auf die F-86F um und am 4. Juli 1956 erhielt das Geschwader den Beinamen „Statue of Liberty Wing“, der Künstler der Freiheitsstatue hatte sein Atelier unweit von hier, und eine Miniaturausgabe von „Miss Liberty“ steht seither auf der Basis. Anfang Januar 1960 verlegte das 1958 in 48th Tactical Fighter Wing umbenannte Geschwader auf seine neue Basis RAF Lakenheath, wo es noch heute stationiert ist. Hintergrund waren Unstimmigkeiten zwischen Frankreich und dem Bündnis bezüglich der Kontrolle der US-amerikanischen Atombomben.
Nach Abzug des 48th TFW erhielt die Chaumont-Semoutiers Air Base Reservestatus und diente fortan als Satelliten-Basis von Toul. In Folge der Berlin-Krise wurde der Platz von Oktober 1961 bis Juli 1963 nochmals Einsatz-Basis amerikanischer F-84F und RF-84F, diesmal zunächst des Air National Guards. Ende April kamen die Staffeln jedoch durch eine Umorganisation zur USAFE und bildeten in Folge das 366th TFW, dessen Stab und eine von vier fliegenden Staffeln in Chaumont lagen. Die anderen lagen in Chambley-Bussières, Étain-Rouvres und Phalsbourg-Bourscheid. Im Vorfeld des Austritts Frankreichs aus den militärischen Strukturen der NATO verlegte das 366th TFW im Juli 1963 zurück in die Vereinigten Staaten; es ist heute in Mountain Home stationiert. Nach weiteren knapp vier Jahren als Reservebasis wurde das Areal Ende März 1967 an Frankreich zurückgegeben.

### Quartier General d’Aboville/Aérodrome de Chaumont-Semoutiers
Nach Abzug der USAFE übernahmen die französischen Landstreitkräfte den Kasernenbereich und benannten ihn in Quartier General d’Aboville um. Erster Nutzer war das 403e Régiment d’artillerie (403e RA), das am 30. Juni 1999 aufgelöst wurde. Seither liegt hier das 61e Régiment d’artillerie (61e RA), ein Aufklärungsregiment, das CL 289-Drohnen einsetzt. Daneben nutzt auch die Gendarmerie das Quartier.
Einen Teil des Flugplatzareals, unter anderem die verkürzte Start- und Landebahn, nutzten parallel zwei Luftsportvereine, das Aérodrome de Chaumont-Semoutiers besitzt jedoch keine Flugkontrollzone. Nachdem der zivile Bereich von 1995 bis 2010 von der örtlichen Industrie- und Handelskammer betrieben wurde, erfolgt dies seither durch eine spezielle Betreibergesellschaft, die Association de Gestion de l’Aérodrome de Chaumont-Semoutiers (AGACS).